# Kalisangka
Kalisangka is een bestuurslaag in het regentschap Sumenep van de provincie Oost-Java, Indonesië. Kalisangka telt 2787 inwoners (volkstelling 2010).